# Apollofanes
Apollofanes z Antiochii (gr. Ἀπολλοφάνης; fl. 250 p.n.e.) – filozof stoicki. Wyemigrował z terenów państwa Seleucydów do Aten, gdzie został uczniem oraz przyjacielem Aristona z Chios. Dawniej niektórzy badacze mylnie łączyli go z Apollofanesem, lekarzem na dworze Antiocha III.

## Filozofia
Apollofanes wyznawał filozofię przyrody podobną do Posejdoniosa, w której świat miał być jeden i skończony, w formie sfery otoczonej próżnią.
Stoicy nie byli ze sobą zgodni, co do dokładnej liczby cnót. Odmienne opinie wyrażano również odnośnie do liczby części, z których składa się dusza. Kleantes, Chryzyp oraz Antypater byli zdania, że cnót jest po prostu wiele. Posejdonios proponował cztery cnoty. Tradycyjni stoicy podawali trzy, tj. logiczną, naturalną i etyczną. Panajtios nauczał, że istnieją jedynie dwie cnoty, tj. teoretyczna oraz praktyczna. Natomiast Apollofanes mówił o istnieniu tylko jednej cnoty – rozwadze.
Platon podzielił duszę na dwie części, po nim Zenon wskazywał na istnienie trzech elementów duszy. Panajtios wyróżniał ich pięć lub sześć, Soranus mówił o siedmiu, Chryzyp natomiast aż o ośmiu. Apollofanes nauczał, że istnieje dziewięć części, z których składa się dusza. Byli jednak stoicy, którzy podawali liczbę dwunastu.

## Dzieła
Według Atenajosa, Apollofanes był autorem dzieła biograficznego Aristona z Chios. Książka nosiła tytuł Ariston i opisywała uzależnienie filozofa stoickiego od przyjemności. Uległość Aristona przepychowi opisał również inny jego uczeń, Eratostenes z Cyreny.
Diogenes Laertios wymienia inną książkę Apollofanesa, Filozofię Naturalną, w której autor opisywał m.in. próżnię.